# Evacuate the Dancefloor (Album)
Evacuate the Dancefloor ist das dritte Studioalbum des deutschen Dance-Projekts Cascada.

## Veröffentlichung
Evacuate the Dancefloor wurde kurz vor der Veröffentlichung ihres zweiten Top-Ten-Hits, der den gleichen Namen trägt, veröffentlicht und erschien am 6. Juli 2009 als Download und CD. Es wurde von Manian und Yanou, den beiden DJs und Produzenten des Dance-Projekts, produziert und über ihr eigenes Label Zooland Records herausgebracht. Sie selber fand es toll, dass das Projekt es geschafft hat, ein Album zu erstellen, in dem Popballaden und Dancesongs zu finden sind, und sagte „Ich bin unglaublich glücklich und stolz zugleich“.

## Mitwirkende und Zusammensetzung
Alle Songs wurden von Yanou, Manian alias Yan Pfeifer, Manuel Reuter und Allan Eshuijs geschrieben. Allerdings gab es auch mehrere andere Songwriter, die mitwirkten. Die Lieder wurden von Natalie Horler gesungen. Bei Evacuate the Dancefloor wurde der deutsche Rapper Carlprit zur Verstärkung geholt.

## Titelliste
1. Evacuate the Dancefloor – 3:26
2. Hold On – 2:56
3. Everytime I Hear Your Name – 3:12
4. Ready or Not – 3:01
5. Fever – 3:20
6. Hold Your Hands Up – 3:43
7. Breathless – 3:10
8. Dangerous – 2:59
9. Why You Had to Leave – 3:37
10. What About Me – 3:11
11. Draw the Line – 3:55

## Charts und Chartplatzierungen
| ChartsChartplatzierungen       | Höchstplatzierung | Wochen |
| ------------------------------ | ----------------- | ------ |
| Deutschland (GfK)              | 21 (7 Wo.)        | 7      |
| Österreich (Ö3)                | 15 (8 Wo.)        | 8      |
| Schweiz (IFPI)                 | 36 (11 Wo.)       | 11     |
| Vereinigtes Königreich (OCC)   | 8 (11 Wo.)        | 11     |
| Vereinigte Staaten (Billboard) | 155 (1 Wo.)       | 1      |

## Singles
| Jahr | Titel                   | Höchstplatzierung, Gesamtwochen, AuszeichnungChartplatzierungen (Jahr, Titel, , Platzierungen, Wochen, Auszeichnungen, Anmerkungen) | Höchstplatzierung, Gesamtwochen, AuszeichnungChartplatzierungen (Jahr, Titel, , Platzierungen, Wochen, Auszeichnungen, Anmerkungen) | Höchstplatzierung, Gesamtwochen, AuszeichnungChartplatzierungen (Jahr, Titel, , Platzierungen, Wochen, Auszeichnungen, Anmerkungen) | Höchstplatzierung, Gesamtwochen, AuszeichnungChartplatzierungen (Jahr, Titel, , Platzierungen, Wochen, Auszeichnungen, Anmerkungen) | Höchstplatzierung, Gesamtwochen, AuszeichnungChartplatzierungen (Jahr, Titel, , Platzierungen, Wochen, Auszeichnungen, Anmerkungen) | Anmerkungen                                                             |
| Jahr | Titel                   | DE | AT | CH | UK | US | Anmerkungen                                                             |
| ---- | ----------------------- | --- | --- | --- | --- | --- | ----------------------------------------------------------------------- |
| 2009 | Evacuate the Dancefloor | DE5 (39 Wo.)DE | AT6 (33 Wo.)AT | CH7 (35 Wo.)CH | UK1 (18 Wo.)UK | US25 (26 Wo.)US | Erstveröffentlichung: 29. Juni 2009 feat. Carlprit; Verkäufe: 3.000.000 |
| 2009 | Fever                   | DE31 (7 Wo.)DE | AT38 (5 Wo.)AT | — | — | — | Erstveröffentlichung: 9. Oktober 2009                                   |
| 2009 | Dangerous               | — | — | — | UK67 (2 Wo.)UK | — | Erstveröffentlichung: 12. Oktober 2009                                  |